# Dictator (Roman)
Dictator ist ein historischer Roman des britischen Schriftstellers und Journalisten Robert Harris. Das Werk schließt als dritter Teil eine als Trilogie angelegte Biographie über den römischen Anwalt, Politiker, Redner, Philosophen und Schriftsteller Marcus Tullius Cicero ab. Das Buch wurde am 8. Oktober 2015 bei Hutchinson veröffentlicht und erschien im gleichen Monat, am 12. Oktober, in der Übersetzung von Wolfgang Müller im Heyne Verlag.

## Handlung
Auf eine detaillierte Darstellung der Handlung wird mit Verweis auf Ciceros Biographie verzichtet.
Auch im dritten Roman der Trilogie wird die Handlung aus der Sicht von Ciceros Haussklaven und Privatsekretär Tiro beschrieben. Dabei orientiert sich der Autor weitgehend an dem überlieferten Werdegang Ciceros und stellt somit den Niedergang der römischen Republik dar. Imperium, das erste Werk der Trilogie, hatte sich zunächst dem Aufstieg Ciceros bis zur Wahl zum römischen Konsul gewidmet. Der zweite Band der Trilogie, Titan, beschäftigte sich mit dem Konsulat Ciceros 63 v. Chr. und der darauffolgenden Zeit bis zu seinem Exil im Jahr 58 v. Chr. Harris selbst äußerte sich folgendermaßen zu der Trilogie: „Imperium beschreibt den Aufstieg zur Macht, Titan die Jahre im Besitz der Macht und Dictator die Rückwirkungen der Macht.“
Der erste Teil des Werkes thematisiert das Exil des Konsulars Cicero, das er auf Grund seiner Beteiligung an der Hinrichtung catilinarischer Verschwörer hatte antreten müssen. Außerdem werden die Rehabilitation Ciceros und seine Vita in den Jahren des sogenannten ersten Triumvirats zwischen Gaius Iulius Caesar, Gnaeus Pompeius Magnus und Marcus Licinius Crassus und des Bürgerkriegs zwischen Caesar und Pompeius bis zu seiner Begnadigung durch Caesar im Jahr 47 v. Chr. beschrieben.
Der zweite Teil hat die letzten Lebensjahre Ciceros zum Thema, in denen er einerseits die Diktatur Caesars miterlebt, andererseits als ehemaliger Konsul noch einmal nach dem Tod Caesars 44 v. Chr. die politische Bühne in Rom beherrscht und schließlich 43 v. Chr. den Proskriptionen des zweiten Triumvirats (Octavian, Marcus Antonius und Lepidus) zum Opfer fällt.

## Kritiken
Die Frankfurter Rundschau attestierte Harris, dass es ihm gelinge „historische Figuren zu Fleisch und Blut werden zu lassen“.
Auch der Literaturkritiker Denis Scheck ist überzeugt, der dritte Teil der Cicero-Trilogie sei nicht nur der beste historische Roman der Literatursaison 2015, sondern Harris schildere auch „die Verhältnisse dieser Zeit derart präzis und anschaulich, dass wir uns beim Lesen als Zeugen fühlen können.“
Bernd Graff resümiert in der Süddeutschen Zeitung, dass dieser Abschlussband von Harris’ Trilogie, den man, ohne die beiden ersten Teile zu kennen, lesen könne, ein „packendes Lesespektakel“ sei. Robert Harris schreibe „modern, ohne die Geschichtlichkeit der Geschichte zu denunzieren.“
Die englische Zeitung The Guardian bezeichnete den Roman als „remarkable literary achievement“.